# 黄市乡
黄市乡，中华人民共和国湖南省岳阳市汨罗市下属的一个镇，位于汨罗市北部，107国道经过辖区。

## 建制沿革
- 1956年，设黄市乡；
- 1958年，属钢铁公社（后改红花公社）；
- 1961年，析置黄市公社；
- 1984年，改置黄市乡；
- 2015年，红花乡、黄市乡、天井乡成建制合并设立罗江镇。

## 行政区划
黄市乡下辖10个行政村：
- 瑞灵村、黄市村、港口村、托坪村、大坪村、关山村、石堰村、划塘村、翁桥村、干桥村